# Leptarctia albifascia
Leptarctia albifascia là một loài bướm đêm thuộc phân họ Arctiinae, họ Erebidae.